# Почај
Почај (мађ. Pocsaj, рум. Pocei, Poce) град је у Мађарској. Почај је један од градова у оквиру жупаније Хајду-Бихар.

## Географско положај
Покрива површину од 96,59 km2 (37 sq mi) и има популацију од 2.642 људи (2015).
Почај се налази у источном делу округа, на ушћу река Берећо и Ер, 32 километра југоисточно од седишта округа, Дебрецина, тик уз румунску границу.
Суседна насеља на мађарској страни границе: Летавертеш са севера, Кишмарја са југа, Естар са запада. Хошсупаљи са северозапада, и Моношторпаљи са северо-северозапада. Њена граница на истоку поклапа се са мађарско-румунском државном границом пиних 4 километра, најближе насеље у том правцу је Фелеђхази ујтелеп (Mihai Bravu).

## Историја
Поцсај је било древно седиште Почај огранка породице Чире у Алмошду. Године 1415. имање Петра Почајија и Ласла, као и Јаноша Алмошдија и Ласла, потоњи је дао саградити и замак у насељу уз дозволу краља Жигмонда.
Ласло Почаји је погинуо у сељачкој буни 1514. године. Већину имања добили су Јанош и Бенедек Бајони, а остатак Ференц Тахи, Иштван Добо, војвода Трансилваније, а затим Ференц Немет од Сеченија, али је 1552. године насеље постало власништво Петра Корлатовића и бискупа Варада, а касније је постао власништво Ракоцијевих.
током 16. и 17. века, било је познато као село са мешовитим становништвом које је припадало кнежевини Трансилванији и турском царству, где је поред реформираних Мађара живело много православних Румуна. 1743. године православни Румуни су прешли у гркокатоличку веру.
Године 1732. поново је припао варадском бискупу и грофу Дитишеу.
Гркокатолички Румуни су 1755. године чинили већину становништва.
Почетком 19. века власници насеља су гроф Адам Штајнберг и гроф Ференц Зихи, а почетком 20. века највећи власници у насељу били су гроф Агоштон Зихи и римокатоличка бискупија Нађварад.
У 20. веку, после Тријанона, мањинска школа у селу је затворена, а након тога су Румуни у Почају потпуно асимиловани. Данас на румунско порекло подсећају само гркокатоличка црква, нека презимена и локална предања.

## Становништво
Године 2001. 84% становништва насеља тврдило је да су Мађари, 14% роми и 2% Румуни.
Током пописа 2011, 93,6% становника се изјаснило као Мађари, 22% као Роми, 0,3% као Немци и 4,8% као Румуни (6,3% се није изјаснило, због двојног идентитета, укупан број може бити већи од 100% -ат). 
Верска дистрибуција је била следећа: римокатолици 3,2%, реформисани 53,1%, гркокатолици 23,2%, неденоминациони 8,4% (10,7% није одговорило).